# Yoko Miyake
Yoko Miyake (jap. 三宅陽子 Miyake Yoko; ur. 22 grudnia 1973 w Seidan) – japońska snowboardzistka. Zajęła 8. miejsce w halfpipe’ie na igrzyskach w Salt Lake City. Na mistrzostwach świata najlepszy wynik uzyskała na mistrzostwach w Madonna di Campiglio, gdzie zajęła 6. miejsce w snowcrossie. Najlepsze wyniki w Pucharze Świata osiągnęła w sezonie 2001/2002, kiedy to zajęła 16. miejsce w klasyfikacji generalnej.
W 2005 r. zakończyła karierę.

## Sukcesy

### Igrzyska olimpijskie
| Miejsce | Dzień     | Rok  | Miejscowość    | Konkurencja | Zwycięzca   |
| ------- | --------- | ---- | -------------- | ----------- | ----------- |
| 8.      | 10 lutego | 2002 | Salt Lake City | Halfpipe    | Kelly Clark |

### Mistrzostwa Świata
| Miejsce | Dzień       | Rok  | Miejscowość          | Konkurencja    | Zwycięzca          |
| ------- | ----------- | ---- | -------------------- | -------------- | ------------------ |
| 26.     | 27 stycznia | 2001 | Madonna di Campiglio | Halfpipe       | Doriane Vidal      |
| 6.      | 28 stycznia | 2001 | Madonna di Campiglio | Snowboardcross | Karine Ruby        |
| 31.     | 16 stycznia | 2005 | Whistler             | Snowboardcross | Lindsey Jacobellis |

### Puchar Świata

#### Miejsca w klasyfikacji generalnej
- 1998/1999 - 95.
- 1999/2000 - 28.
- 2000/2001 - 28.
- 2001/2002 - 16.
- 2002/2003 - -
- 2003/2004 - -
- 2004/2005 - -

#### Miejsca na podium
1. Sapporo – 19 lutego 2000 (Halfpipe) - 1. miejsce
2. Mont-Sainte-Anne – 17 grudnia 2000 (Halfpipe) - 3. miejsce
3. Whistler – 9 grudnia 2001 (Halfpipe) - 1. miejsce